# Squad (entreprise)
Pour les articles homonymes, voir Squad.
Squad est une entreprise de l'industrie vidéoludique basée à Mexico au Mexique, principalement connue pour le développement du jeu vidéo Kerbal Space Program, souvent abrégé KSP, un simulateur de vol spatial.

## Historique

### Avant KSP
Squad est avant tout une entreprise de marketing interactif, vendant sur le marché mexicain des produits de diverses marques, notamment Coca-Cola, Samsung et Nissan. Elle se spécialise dans le guérilla marketing, et crée des installations multimédias de rue.

### Développement de KSP
En 2011, Felipe Falanghe (HarvesteR), un employé de Squad, propose à ses propriétaires de créer un jeu vidéo. À sa surprise, sa demande est acceptée : débute alors la création de Kerbal Space Program, dont Falanghe devient le développeur en chef.
Kerbal Space Program sort publiquement pour la première fois le 24 juin 2011 : il s'agit alors de la version 0.7.3. Le développement continue et les mises à jour se succèdent. Le 27 avril 2015, la version 1.0 du jeu est publié. En avril 2016, Kerbal Space Program sort sur PlayStation 4 et sur Xbox One.
Le studio est racheté par Take-Two interactive en mai 2017.